# Burzum
Burzum est un projet musical solo de black metal, dark ambient et dungeon synth norvégien, originaire de Bergen. Formé en 1991 par Varg Vikernes, il s'agit d'un groupe éminent des débuts de la scène black metal norvégienne. Varg Vikernes y assure tous les instruments puisqu'il estime qu'avoir « plus d'une personne dans un projet artistique est toujours un compromis ». Toutefois, quelques invités ont également joué dans certaines des premières compositions.
Après avoir enregistré quatre albums de Burzum, Varg Vikernes est condamné en 1994 à une peine de 21 ans d'emprisonnement (la peine maximale en Norvège) pour le meurtre d'Euronymous, guitariste du groupe de black metal Mayhem, et pour incendie volontaire de quatre églises. Alors Varg enregistre en prison des albums de dark ambient à défaut d'avoir accès aux instruments appropriés pour le metal. Il est remis en liberté le 24 mai 2009, ayant bénéficié d'une libération conditionnelle après 16 années derrière les barreaux, et enregistrera depuis trois nouveaux albums de black metal. En juin 2018, Varg Vikernes annonce la fin de Burzum. Cependant le 23 octobre 2019, il annonce un nouvel album ayant pour titre Thulêan Mysteries étant prévu pour le printemps 2020, qui est publié en mars 2020. Il est conçu comme musique de fond pour le jeu MYFAROG.
Le style musical de Burzum se distingue par son atmosphère sombre et glaciale, qui mélange le black metal au dark ambient, avec de fréquentes répétitions de structures mélodiques simples et un rythme moins véloce et frénétique que celui habituellement associé au black metal en général. Bien que Varg Vikernes soit associé au nationalisme, aucune parole de ce genre ne figure dans ses œuvres.

## Biographie

### Débuts (1988–1992)

Inscription de l'Anneau unique : Ash nazg durbatulûk, ash nazg gimbatul, ash nazg thrakatulûk agh burzum-ishi krimpatul.

Le nom « Burzum » tire son origine d'une langue construite par J. R. R. Tolkien présente dans sa trilogie Le Seigneur des anneaux qui passionnait le jeune Varg Vikernes. Ce mot signifie « ténèbres » dans le noir parler de Sauron. Notamment, l'anneau unique  porte l'inscription « Un Anneau pour les amener tous et dans les ténèbres les lier ». Varg Vikernes explique sur le site officiel de Burzum qu'il a toujours préféré Sauron, les orques et les forces de Mordor dans cette œuvre, qui représentent selon lui ses « ancêtres » vikings et dieux païens, alors que les hobbits, hommes, nains et elfes seraient inintéressants et d'inspiration chrétienne. Vikernes considère que les chrétiens auraient diabolisé les dieux païens, ainsi il aurait été naturellement attiré par tout ce qui était considéré « mal » par les chrétiens. Varg Vikernes explique : « les ténèbres des chrétiens étaient ma lumière. Donc tous comptes faits c'était naturel que j'utilise le nom Burzum. »
Parallèlement, avant de créer le projet Burzum, Vikernes appartenait au groupe Uruk-Hai, d'après la race orque de Tolkien du même nom. Une fois que Burzum est créé, Varg Vikernes adopte le pseudonyme de « Count Grishnackh » (Grishnákh étant un Orque du Seigneur des Anneaux), selon ses dires pour rester anonyme. Lors de son arrestation et procès, les médias norvégiens auront tendance à le désigner simplement de l'alias « The Count ».
Kristian Vikernes, qui a modifié son état civil en changeant son prénom en « Varg » (signifiant « loup ») pour affirmer son refus de la chrétienté (Kristian signifiant « Chrétien »), commence la musique à l'âge de 15 ans au sein d'un groupe nommé d'abord Kalashnikov, puis Uruk Hai.
En 1989 il rejoint le groupe Old Funeral avec qui il sort l'EP Devoured Carcass en 1991, avant de les quitter cette même année pour produire seul sa propre musique. C'est la naissance de Burzum qui sort deux démos en 1991. Le premier album, éponyme, est sorti en 1992 et est entièrement interprété, réalisé et produit par Vikernes très rapidement avec des instruments de fortune.

### Incarcération (1993–2009)
En 1993, il sort le mini-album Aske et le second album Det som engang var. Le projet est mis en suspens en 1994 lorsque Vikernes commet les actes qui le rendent célèbre : il est accusé de participer aux incendies criminels de plusieurs églises en bois-debout norvégiennes datant pour la plupart du Moyen Âge et tue Euronymous du groupe Mayhem.
Burzum, après l'incarcération de Varg Vikernes, sort deux albums supplémentaires (Hvis lyset tar oss et Filosofem qui entra par ailleurs dans les charts anglais) enregistrés avant le meurtre, puis deux albums de dark ambient (Dauði Baldrs et Hliðskjálf) enregistrés en prison avec les moyens du bord, n'ayant pas accès à d'autres instruments qu'un synthétiseur. Plusieurs couvertures d'album de Burzum sont des peintures de l'artiste norvégien Theodor Kittelsen (1857-1914). Le mini-album Aske ainsi que les trois premiers albums de Burzum (Det Som Engang Var, Hvis Lyset Tar Oss et Filosofem) ont tous été écrits et enregistrés dans une période de quatre mois.

### Retour (2009–2018)
Peu après sa libération, Vikernes commence à écrire plusieurs chansons pour un album de Burzum à venir. Cet album est annoncé sous le nom de Den hvite guden, mais il décide plus tard de le changer pour Belus, publié au label Byelobog Productions le 8 mars 2010.
Un deuxième nouvel album de Burzum, Fallen, est publié le 7 mars 2011, suivi par une compilation, From the Depths of Darkness, qui contient des chansons de Det som engang var, le 28 novembre 2011. Un troisième album studio, Umskiptar, est publié en mai 2012. Sôl austan, Mâni vestan, le premier album électronique de Burzum depuis 1999, est publié en mai 2013. L'album The Ways of Yore est publié le 2 juin 2014,.
Le 1er juin 2018, Varg Vikernes annonce la fin de Burzum dans une vidéo sur sa chaîne YouTube, en déclarant : « Burzum n'a jamais été mon choix de vie, je ne voulais même pas devenir musicien. C'était juste quelque chose que je faisais en attendant quelque chose qui n'arrivait jamais, et qui pourrait ne jamais arriver. »

## Image et style musical

Toile de l'artiste Theodor Kittelsen Op under Fjeldet toner en Lur (Là-haut sur les collines retentit un lur), réalisé en 1900, qui servit pour l'illustration de l'album Filosofem.

Là où Deathcrush de Mayhem imagine un black metal violent et frontal, les premiers enregistrements de Varg Vikernes développent un son atmosphérique basé sur des progressions beaucoup plus lentes. Une approche radicale, novatrice et sensible dans un milieu gonflé à la testostérone.
Entre 1992 et 1993 il enregistre quatre albums. Pour leur enregistrement, Vikernes utilise une guitare Westone, achetée en 1987 à une connaissance. Il utilise la guitare basse la moins chère du magasin, emprunte les batteries d'Old Funeral, et d'Immortal ainsi qu'à un autre musicien vivant à proximité. Pour Hvis lyset tar oss il emprunte la batterie d'Hellhammer, la même qui fut utilisée pour enregistrer De Mysteriis Dom Sathanas de Mayhem. Il utilise un amplificateur Peavey, mais pour enregistrer Filosofem il prend l'amplificateur de son frère et quelques vieilles pédales Fuzz. Pour les voix, il aurait pu prendre n'importe quel microphone, mais pour enregistrer Filosofem il choisit exprès le pire qu'il a sa disposition : un casque audio. Pour le bruit de fond de Dungeons of Darkness il utilise un gong de Grieghallen avec l'aide d'Euronymous.
En raison de la personnalité ouvertement nationaliste de Vikernes, Burzum est souvent associé au NSBM. La pochette de l'album Dauði Baldrs présente toutes les caractéristiques d'une caricature antisémite, reprenant l'accusation antisémite de meurtre rituel, et présentant un guerrier païen au manteau décorés de swastikas subissant une conversion forcée. Cette pochette reprend la thématique, mainte fois développée par Vikernes, qui présente le christianisme comme une hérésie juive imposée aux peuples nordiques.

## Membres

### Dernier membre
- Varg Vikernes (alias Count Grishnackh (à ses débuts))– chant, composition, guitare solo, guitare rythmique, guitare basse, batterie, claviers, synthétiseurs (1989–2018)

### Membres invités
- Øystein Aarseth (alias Euronymous) - guitare solo (sur le titre War de l'album Burzum et le  gong sur le titre Dungeons of Darkness en 1992 également sur Den onde kysten première piste de l'album Det som engang var)
- Tomas Thormodsæter Haugen (alias Samoth) - guitare basse (sur l'EP Aske en 1993)
- Erik Olivier Lancelot (alias AiwarikaR) - répétitions batterie en 1992, où Vikernes songeait à jouer en live avec Samoth comme bassiste. Cependant, l'idée fut abandonnée et ne participera à aucun enregistrement studio. Gylve Fenris Nagell (du groupe Darkthrone) et Jan Axel Blomberg (du groupe Mayhem) avait aussi été envisagés.

## Discographie

### Albums studio
| Titre                   | Année                                                     | Sortie       | Label                         | Note |
| ----------------------- | --------------------------------------------------------- | ------------ | ----------------------------- | --- |
| Burzum                  | Janvier 1992, au Grieghallen Studio à Bergen en Norvège.  | Mars 1992    | Deathlike Silence Productions | |
| Aske                    | Août 1992, au Grieghallen Studio à Bergen en Norvège.     | Mars 1993    | Deathlike Silence Productions | EP |
| Det som engang var      | Avril 1992, au Grieghallen Studio à Bergen en Norvège.    | Août 1993    | Cymophane Records             | |
| Hvis lyset tar oss      | Septembre 1992, au Grieghallen Studio à Bergen en Norvège | Avril 1994   | Misanthropy Records           | |
| Filosofem               | Mars 1993, au Breidablik Studio à Haugesund en Norvège    | Janvier 1996 | Misanthropy Records           | |
| Dauði Baldrs            | 1994–1995, En prison durant son incarcération.            | Octobre 1997 | Misanthropy Records           | album de dark ambient |
| Hliðskjálf              | 1998, En prison durant son incarcération.                 | Avril 1999   | Misanthropy Records           | album de dark ambient |
| Belus                   | 2009–2010, au Grieghallen Studio à Bergen en Norvège      | Mars 2010    | Byelobog Productions          | |
| Fallen                  | 2010, au Grieghallen Studio à Bergen en Norvège           | Mars 2011    | Byelobog Productions          | |
| Umskiptar               | 2011, au Grieghallen Studio à Bergen en Norvège           | Mai 2012     | Byelobog Productions          | |
| Sôl austan, Mâni vestan | 2012                                                      | Mai 2013     | Byelobog Productions          | album de dark ambient, B.O du film "ForeBears".                                                                                                |
| The Ways of Yore        | 2013–2014                                                 | Juin 2014    | Byelobog Productions          | album d'Electro-Ambient, musique néo-médiévale                                                                                                 |
| Thulêan Mysteries       |                                                           | Mars 2020    | Byelobog Productions          | bande originale du jeu Myfarog |
| The Land of Thulê       | avril-mai 2024                                            | Mai 2024     | Myfarog Productions           | album de Black metal, ambient disponible uniquement en digital. Sur la pochette de l’album, le nom du groupe est mentionné comme Burzum (NEW), |

### Singles
- 2015 : Mythic Dawn
- 2015 : Forgotten Realms
- 2015 : Thulean Mysteries
- 2023 : The Reincarnation of Ódinn
- 2024 : The Magic of the Grave

### Compilations
- 1995 : Burzum / Aske (réédition des pistes du premier album et du premier EP)
- 2002 : Anthology
- 2008 : Anthology (ne contient pas les mêmes pistes que la compilation précédente)
- 2011 : From the Depths of Darkness (la plupart des pistes contenues dans cette compilation sont des versions réenregistrées)

### Autres apparitions
- 1998 : Presumed Guilty (Et hvitt lys over skogen)
- 1998 : Gummo (B.O.) (Rundtgång Av Den Transcendentale Egenhetens Støtte)
- 2004 : Fenriz Presents... The Best of Old-School Black Metal (Ea, Lord of the Depths)

## Vidéographie
- 1996 : Dunkelheit
- 2009 : Until The Light Takes Us (documentaire américain d'Aaron Aites et Audrey Ewell)